# ヤドヴィガ・ヤギェロンカ (1457-1502)
ヤドヴィガ・ヤギェロンカ（波：Jadwiga Jagiellonka, 1457年9月21日 - 1502年2月18日）は、バイエルン＝ランツフート公ゲオルクの妃。ドイツ語名はヘートヴィヒ・フォン・ポーレン（Hedwig von Polen）。

## 生涯
ポーランド王・リトアニア大公カジミェシュ4世と、その妃でアルブレヒト系ハプスブルク家出身のローマ王アルブレヒト2世の娘であるエリーザベトの間の第2子、長女として生まれた。1475年11月14日、ランツフートでゲオルクと結婚した。このときの結婚式は非常に盛大だったため、後世の人々にまで語り継がれ、2人の結婚式を模した「ランツフートの結婚式」と呼ばれる祝祭が定着した。
ヤドヴィガは夫との間に3男2女をもうけたが、1502年にヤドヴィガが、翌1503年にゲオルクが死去した時、生き残っていたのは娘2人だけだった。このためバイエルン＝ランツフート公家は断絶し、ランツフート継承戦争と呼ばれる相続争いが起きた。
- ルートヴィヒ（1476年 - 1496年）
- ループレヒト（1477年）
- エリーザベト（1478年 - 1504年） - 1499年、プファルツ選帝侯フィリップの3男ループレヒトと結婚、プファルツ選帝侯オットー・ハインリヒの母。
- マルガレーテ（1480年 - 1531年）
- ヴォルフガング（1482年）